# Phaulacridium otagoense
Phaulacridium otagoense är en insektsart som beskrevs av Westerman och J.M. Ritchie 1984. Phaulacridium otagoense ingår i släktet Phaulacridium och familjen gräshoppor. Inga underarter finns listade i Catalogue of Life.